# Штейн (металлургия)
Штейн (от нем. Stein — камень) — сплав сульфидов железа и цветных металлов различного химического состава, промежуточный или побочный продукт в цветной металлургии.
Сульфиды цветных металлов отличаются малой растворимостью в окисных расплавах и имеют относительно низкую температуру плавления (ниже 1100 °С) и большую плотность (более 4 г/куб.см). Благодаря этому расплавленный штейн при плавке отделяется от шлака и образует отдельный слой, расположенный ниже.
В штейн переходят медь, никель и кобальт при плавке медного и никелевого сульфидного сырья при определённых технологических схемах переработки окисленных руд.
Обычно штейны содержат 10—50 % меди и никеля, 15—25 % серы, остальное — железо или, при свинцовой плавке, — свинец.
Также в штейне аккумулируются благородные и сопутствующие металлы, если они присутствуют в сырье.
Штейны перерабатывают в конвертере, где из них удаляется железо; сульфиды меди и никеля подвергаются дальнейшей обработке.